# Patrick Saint-Éloi
Pour les articles homonymes, voir Saint-Éloi.
Patrick Saint-Éloi, né le 20 octobre 1958 à Pointe-à-Pitre et mort le 17 septembre 2010  au Moule, est un chanteur guadeloupéen . Son nom reste associé au groupe Kassav'.
Patrick Saint-Éloi est le pionnier du Zouk Love et l'un des piliers du Zouk dans la Caraïbe. Il est l'auteur et l'interprète du titre West Indies, le premier tube de Zouk Love sorti en 1982 sur son 1er album solo Mizik Sé Lanmou (« la musique c'est de l'amour »).

## Biographie

### Débuts
À l'âge de 17 ans, Patrick Saint-Éloi quitte la Guadeloupe pour se rendre à Paris, afin de tenter sa chance dans la chanson. Des cours de chant lui permettront d'atteindre une maîtrise vocale certaine et une rencontre avec le bassiste Georges Décimus sera capitale pour son avenir. Il intègre le groupe Venus One dont il devient le chanteur attitré.

### Carrière
En 1982, il rejoint une formation qui deviendra plus tard le fameux groupe Kassav'. Il l'intègre tout d'abord en qualité de choriste. S'ensuivra une série de concerts marqués par le succès de ce groupe. Cela n'empêchera pas Patrick Saint-Éloi de réaliser ses propres créations en solo, et d'être plébiscité au point de devenir une star à part entière. Il est le crooner guadeloupéen voire antillais le plus connu, le zouk lover par excellence (chanteur de zouk love).
L'année 1999 sera celle de sa consécration, se produisant dans la salle de l'Olympia, à guichets fermés. Patrick Saint-Éloi jouera un rôle d'ambassadeur de la culture guadeloupéenne, demeurant ainsi attaché à ses racines.
En 2002, il quitte le groupe Kassav' et retourne en Guadeloupe.
En 2005, il collabore dans un album avec le célèbre chanteur brésilien Gilberto Gil.
En 2007, il produit un best of de ses compositions dans l'album Zoukolexion. En mai 2007 pour ses 25 ans de carrière il se produit au Zénith de Paris. Le 13 août 2008, un concert-hommage sur le site de Damencourt dans la commune du Moule est organisé par la région Guadeloupe avec un public estimé à près de 40 000 personnes.

### Mort
Il meurt le 18 septembre 2010 vers 4 heures du matin des suites d'un cancer au domicile de sa sœur. Il est enterré au cimetière du Moule le 22 septembre, au lendemain d'une veillée publique.

## Discographie
- 1982 : Misik Ce Lan-Mou
- 1984 : À la demande
- 1985 : Bizness (avec Jean-Philippe Marthély)
- 1992 : Bizouk
- 1994 : Zoukamine
- 1996 : Marthéloi (avec Jean-Philippe Marthély)

- 2000 : À l'Olympia
- 2002 : Swing karaïb
- 2005 : Plezi
- 2007 : Zoukolexion
- 2008 : Zoukolexion vol. 2

## Postérité
- Une avenue de la ville des Abymes est renommée « avenue Patrick Saint-Éloi » le 20 octobre 2012[4].
- À Pointe à Pitre, le tronçon de boulevard prolongeant le boulevard Hégésippe Légitimus a été renommé « boulevard  Patrick Saint-Éloi »
- Sonjé, disque en son hommage.

### Albums de reprises ou remix
Le 25 août 2019, Kalash rend hommage à deux chanteurs guadeloupéens sur du reggae dont Patrick Saint-Éloi. La chanson est intitulée Tribute. On peut entendre le morceau Ki jan ké fé (sorti en 1994 sur Zoukamine).

### Filmographie
- Pse forever, de Guadeloupe La 1ère  France Télévisions (prod.) et de Raymond  Philogène (réal.), scénario de Marie-France  Nzeza, novembre 2020, 120' [[|détail des éditions]] : Documentaire musical